# كهف العقرب الأسود
كهف العقرب الأسود هو عبارة عن كهف، بالقرب من قرية الهبكة بمنطقة الحدود الشمالية.

## الموقع
يقع الكهف بالقرب من قرية الهبكة، حيث يبعد 160 كلم عن غرب محافظة رفحاء.

## التضاريس
الكهف مكون من ثلاث مراحل يفصل بينها حواجز تحتاج إلى عبورها لتصل إلى عمق الكهف حوالي 500 متر. وهو مسكن للعديد من الضباع والذئاب والثعالب العربية، حيث يتواجد كميات ضخمة من العظام منتشرة من مدخل الكهف إلى نهايته.

## التسمية
هيئة المساحة الجيولوجية السعودية هي من أطلقت عليه تسمية «كهف العقرب الأسود».

## روابط خارجية
- https://www.youtube.com/watch?v=CS0-nIu1oMI
- https://www.youtube.com/watch?v=DbYj1gkZdUY